# Каплиця Преображення Господнього (Бичківці)
Каплиця Преображення Господнього в Бичківцях — парафія і храм греко-католицької громади Бучацької єпархії Української греко-католицької церкви в селі Бичківці Чортківського району Тернопільської области.

## Відомості
Каплицю-усипальницю збудували з каменю для родини Целецьких у 1886 році, а освятили її в 1894-му. Пізніше вона перейшла у власність греко-католицької громади.
Парафія і храм належали до УГКЦ до 1946 року.
З 1946 до 1990 року парафія і храм були під юрисдикцією РПЦ. Після цього більшість вірян приєдналася до УПЦ КП.
На парафії діє спільнота «Матері в молитві».

## Парохи
- о. Олександр Лукашевич (1880—1912)
- о. Михайло Дмитерко (1912—1917)
- о. Юліан Мащак (1917—1923)
- о. Михайло Романовський (1923—1946)
- о. Гайдукевич
- о. Данилевич
- о. Валігура
- о. Лопушинський
- о. Богданець
- о. Чижевський
- о. Олег Гладуй (2010—2012)
- о. Іван Мельних (донині).